# Stazione di Sella di Corno
Stazione di Sella di Corno vasútállomás Olaszországban, Scoppito településen.

## Vasútvonalak
Az állomást az alábbi vasútvonalak érintik:
- Terni–Sulmona-vasútvonal

## Kapcsolódó állomások
A vasútállomáshoz az alábbi állomások vannak a legközelebb:
- Stazione di Vigliano d'Abruzzo
- Stazione di Rocca di Corno